# Vivian Mushahwar
Vivian K. Mushahwar (Jerusalén, siglo XX) es una ingeniera biomédica palestina-canadiense. Es catedrática de investigación en restauración funcional en la Universidad de Alberta en Canadá y miembro de la Academia Canadiense de Ciencias de la Salud y del Instituto Americano de Ingeniería Médica y Biológica.

## Trayectoria
Mushahwar nació en Jerusalén, hija de una joven pareja palestina, fue la segunda de tres hermanos. Se licenció la Universidad Brigham Young y defendió su tesis doctoral en la Universidad de Utah.Durante su carrera universitaria, Mushahwar se centró en aprender matemáticas, física y programación informática, pero decidió darle una aplicación humana a su carrera al darse cuenta de que sus habilidades podrían beneficiar a muchas personas que lesionadas que viven con una lesión de médula espinal en áreas de conflicto político y guerra. Así pues, Mushahwar completó su trabajo postdoctoral en medicina de rehabilitación en la Universidad Emory y en neurociencia en la Universidad de Alberta (U of A).
Tras una beca postdoctoral, Mushahwar permaneció en la Universidad de Alberta para obtener financiación y desarrollar la interacción interdisciplinaria entre la ingeniería y la neurociencia. Al incorporarse  como miembro de la facultad, de dicha universidad supervisó dos laboratorios; la Ingeniería de Lesiones de la Médula Espinal, Neuroprótesis y Rehabilitación Humana para restaurar la función de las extremidades tras lesiones de la médula espinal. Durante su mandato inicial en la Universidad de Alberta, Mushahwar codesarrolló un dispositivo que aumenta las señales nerviosas débiles en la médula espinal podría  permitir potencialmente que los parapléjicos caminen. Finalmente recibió financiación de la Fundación Heritage de Alberta para la Investigación médica for Medical Research para su investigación por cinco años mientras pasaba del estudio sobre animales a los seres humanos. El objetivo del dispositivo era permitir la estimulación electrónica de los nervios dañados de la médula espinal para producir movimiento muscular. Posteriormente, Mushahwar lanzó un prototipo de Smart-e-Pants, una ropa interior eléctrica personalizada que ayuda a prevenir úlceras por presión o escaras, y compresiones circulatorias continuas para prevenir la trombosis venosa profunda y los problemas circulatorios.
En 2013, Mushahwar coestableció un Centro de Interfaces Neurales y Neurociencia de Rehabilitación para ayudar en su investigación sobre cuestiones de movilidad. También fue nombrada directora de la Red de Tecnología de Rehabilitación Adaptativa Sensorial Motora (SMART) para supervisar el desarrollo de dispositivos médicos inteligentes e intervenciones de rehabilitación para mejorar la calidad y la funcionalidad de las personas con lesiones y enfermedades neuronales. Como resultado de su investigación y logros académicos, Mushahwar también fue nombrada asesora especial en Tecnologías de Estimulación Eléctrica Funcional en el Hospital de Rehabilitación Glenrose.
En octubre de 2018, Mushahwar fue nombrada Cátedra de Investigación de Canadá en Restauración Funcional para apoyar su investigación sobre la restauración de la movilidad de los canadienses que viven con una lesión de la médula espinal. Mientras desempeñaba este nuevo cargo, también fue reconocida como Profesora Killam, mérito honorífico de la Universidad de Columbia Británica. El siguiente año académico, Mushahwar fue elegida miembro de la Academia Canadiense de Ciencias de la Salud por "ser pionera en el desarrollo de microimplantes para estimular la médula espinal y haciendo que la persona lesionada pueda recuperar la capacidad de estar de pie y caminar después de una parálisis".